# رود کین
رود کین رودی است که به ریو گرانده می‌ریزد. این رود از کشور بولیوی و  شهرستان کوچوبامبا می‌گذرد.